# Polfracht
Polfracht – powołane w 1950 Polskie Przedsiębiorstwo Frachtowania „Polfracht” („Polfracht” Shipbroking & Chartering Co. Ltd.) jako jedyny w ówczesnym czasie w kraju podmiot zajmujący się frachtowaniem i bukowaniem handlu zagranicznego i gospodarki morskiej.

## Założenie
Przedsiębiorstwo powstało na bazie Bałtyckiej Agencji Morskiej „Baltica” (1946-1950), założonej początkowo w Gdańsku, następnie z siedzibą w Gdyni przy ul. Portowej 15. W najlepszych w swojej historii latach 1975–1980 zatrudniając 130 osób i mając 14 placówek zagranicznych, zafrachtowano około 200 mln ton ładunków. Po spadku obrotów w latach 90., w 2001 przedsiębiorstwo zostało przekształcone w spółkę pracowniczą. Jest członkiem Bałtyckiej i Międzynarodowej Rady Żeglugowej (Baltic and International Maritime Council – BIMCO) w Kopenhadze oraz Giełdy Bałtyckiej (The Baltic Exchange) w Londynie, Związku Maklerów Okrętowych i Krajowej Izby Gospodarki Morskiej.

## Lista wybranych placówek Polfrachtu za granicą do 1990[4]

### przedstawicielstwami
- w Berlinie,
- Kobe,
- Kopenhadze,
- Moskwie,
- Paryżu,
- Pireusie,
- Tiranie.

### spółkami z udziałem firm zagranicznych
- „Australasia”, Sydney (1970-1985)[5]
- „Baltarab” (1973-1978)
- GAL Pireus (1976-1982)
- „Gdynia-America Line” Inc., Nowy Jork (1968-1976)
- „Gdynia-America Lines (London)” Ltd., Londyn (1963-1981)
- „Polascamar” s.r.l., Genua (1977-1978)
- „Polbaltica” Svensk-Polska Befraktning A/B, Sztokholm
- „Polhansa” Shipping GmbH, Hamburg
- „Poliberia” S.L., Madryt (1970-1983)
- „PSAL” N.V., Antwerpia (1959-1987)
- „PSAL Nederland” B.V., Rotterdam (1971-1985)

## Dyrektorzy, prezesi
- 1950- – Jan Woźniakiewicz[6] (1913-1999)
- 1953-1959 – Antoni Rusin (1910-1974)
- 1962-1966 – Antoni Rusin
- 1966-1968 – Włodzimierz Ertel (1923-2015)[7]
- 1990-1992 – Leszek Kędzierski
- 2001 – Jarosław Kostrubała (1958-)[8]
- 2005 – Wojciech Jerzy Budny (1952-)
- 2008- – Wojciech Piotr Brzosko (1965-)

## Spółki zależne obecnie
- Polfracht Agencja Żeglugowa Sp. z o.o. (Polfracht Shipping Agency), Gdynia
- Cargo Fracht Sp. z o.o., Gdynia

## Siedziba
Polfracht mieścił się w Gdyni przy ul. Korzeniowskiego 8-10 (1951-1954), ul. Świętojańskiej 9 (1955-1956), ul. Świętojańskiej 111 (1958-1961), ul. Czołgistów 52-54 (1962), ponownie przy ul. Świętojańskiej 111 (1964-1970), obecnie ul. Pułaskiego 8 (1972-).